# Port Antonio
Puerto Antonio (en inglés Port Antonio) es la capital de la parroquia de Portland, en el noreste de Jamaica, dentro del condado de Surrey. Se ubica en el este del territorio jamaicano.
Su reconocimiento refiere a su fama en La gastronomía 'jerk', además de ser el tercer Puerto más grande de La isla y fue Punto de expedición de plátanos y cocos.

## Población
La población de esta ciudad jamaicana se encuentra compuesta por un total de catorce mil trescientas cuarenta y ocho personas, según las cifras que arrojaró el censo llevado a cabo en el año 2010.